# Movimiento por los derechos civiles

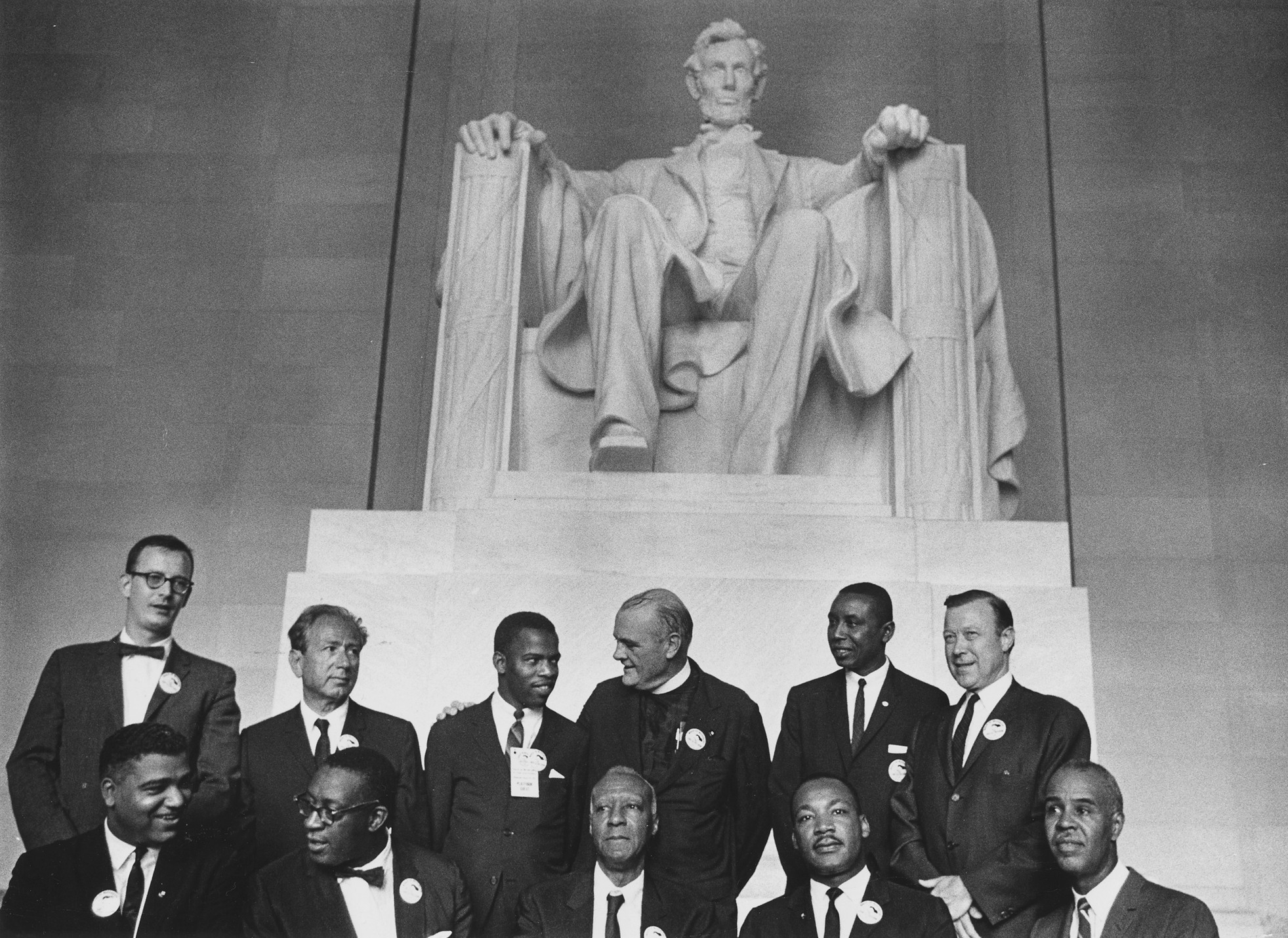
Martin Luther King y otros líderes por los derechos civiles frente a la estatua de Abraham Lincoln, 28 de agosto de 1963.

Históricamente, la expresión Movimiento por los derechos civiles hace referencia a un amplio conjunto de actividades sociales que, desarrolladas en todo el mundo durante el periodo aproximado que va de 1954 a 1980, estuvieron encaminadas a solicitar y promover determinados derechos civiles básicos (fundamentalmente, el de la igualdad de todos los ciudadanos ante la ley). El proceso, que comportó la aparición de numerosos casos de rebelión popular ante el poder establecido, fue largo, complejo y conflictivo en varios países, con resultados divergentes entre ellos.
La manifestación más conocida del Movimiento por los derechos civiles, y que en muchas ocasiones se emplea como sinónimo del mismo, fue el proceso de reclamación y adquisición de la igualdad entre negros y blancos en Estados Unidos.

## Movimiento por los derechos civiles en Irlanda del Norte
Irlanda del Norte es una parte del Reino Unido que ha sido testigo de la violencia durante muchas décadas, conocida como los Problemas (en inglés The Troubles, eufemísticamente), derivada de las tensiones entre la mayoría británica (Unionista, protestante) y la minoría irlandesa (nacionalista, católica) tras la Partición de Irlanda en 1920.
La lucha por los derechos civiles en Irlanda del Norte tiene su origen en los activistas de Dungannon, liderados por Austin Currie, que luchaban por la igualdad de acceso a la vivienda pública para los miembros de la comunidad católica. Esta cuestión doméstica no habría derivado en una lucha por los derechos civiles si no fuera porque ser cabeza de familia registrada era un requisito para poder ejercer el sufragio del gobierno local en Irlanda del Norte.
En enero de 1964, se lanzó en Belfast la Campaña por la Justicia Social (CSJ). Esta organización se unió a la lucha por una mejor vivienda y se comprometió a acabar con la discriminación en el empleo. El CSJ prometió a la comunidad católica que sus gritos serían escuchados. Desafiaron al gobierno y prometieron que llevarían su caso a la Comisión de Derechos Humanos del Consejo de Europa de Estrasburgo y a las Naciones Unidas.
Tras comenzar con cuestiones domésticas básicas, la lucha por los derechos civiles en Irlanda del Norte se convirtió en un movimiento a gran escala que encontró su encarnación en la Asociación de Derechos Civiles de Irlanda del Norte. La NICRA hizo campaña a finales de los años sesenta y principios de los setenta, siguiendo conscientemente el modelo del movimiento de derechos civiles estadounidense y utilizando métodos similares de resistencia civil. La NICRA organizó marchas y protestas para exigir la igualdad de derechos y el fin de la discriminación.
En un principio, la NICRA tenía cinco reivindicaciones principales:
- un hombre, un voto
- el fin de la discriminación en la vivienda
- el fin de la discriminación en el gobierno local
- el fin de la manipulación de los límites de los distritos, que limitaba el efecto del voto católico
- la disolución de la Ulster Special Constabulary, una reserva policial totalmente protestante, percibida como sectaria, también llamada B-Specials.

Todas estas reivindicaciones específicas iban dirigidas a un objetivo final que había sido el de las mujeres desde el principio: el fin de la discriminación.
Los activistas de los derechos civiles de toda Irlanda del Norte no tardaron en lanzar una campaña de resistencia civil. Hubo oposición por parte de los lealistas, que contaron con la ayuda de la Royal Ulster Constabulary (RUC), el cuerpo de policía de Irlanda del Norte. En ese momento, el RUC era más del 90% protestante. La violencia se intensificó, lo que dio lugar al surgimiento del Ejército Republicano Irlandés Provisional (IRA) de la comunidad católica, un grupo que recordaba a los de la Guerra de la Independencia y la Guerra Civil ocurridas en la década de 1920, que habían lanzado una campaña de violencia para acabar con el dominio británico en Irlanda del Norte. Los paramilitares lealistas contraatacaron con una campaña defensiva de violencia y el gobierno británico respondió con una política de internamiento sin juicio de los presuntos miembros del IRA. El internamiento de más de 300 personas duró varios años. La gran mayoría de los internados por las fuerzas británicas eran católicos. En 1978, en un caso presentado por el gobierno de la República de Irlanda contra el gobierno del Reino Unido, el Tribunal Europeo de Derechos Humanos dictaminó que las técnicas de interrogatorio aprobadas para ser utilizadas por los interrogadores británicos en los internados de Irlanda del Norte equivalían a un trato "inhumano y degradante".
El IRA animó a los republicanos a unirse al movimiento por los derechos civiles, pero nunca controló la NICRA. La Asociación de Derechos Civiles de Irlanda del Norte luchó por el fin de la discriminación hacia los católicos y no se posicionó sobre la legitimidad del Estado. El líder republicano Gerry Adams explicó posteriormente que los católicos vieron que era posible que se escucharan sus demandas. Escribió que "pudimos ver un ejemplo de que no sólo había que aceptarlo, sino que se podía luchar". Para un relato y una crítica de los movimientos por los derechos civiles en Irlanda del Norte, en los que se reflexiona sobre el ambiguo vínculo entre las causas de los derechos civiles y la oposición a la unión con el Reino Unido, véase la obra de Richard English.
Uno de los acontecimientos más importantes de la era de los derechos civiles en Irlanda del Norte tuvo lugar en Derry, que hizo que el conflicto pasara de la desobediencia civil pacífica al conflicto armado. La Batalla del Bogside comenzó el 12 de agosto, cuando un desfile de los Apprentice Boys, una orden protestante, pasó por Waterloo Place, donde se reunió una gran multitud en la desembocadura de William Street, al borde del Bogside. Diferentes relatos describen el primer estallido de violencia, con informes que afirman que se trató de un ataque de jóvenes del Bogside a la RUC, o que se produjeron enfrentamientos entre protestantes y católicos. La violencia se intensificó y se levantaron barricadas. Proclamando este distrito como el Free Derry, los Bogsiders se enfrentaron a la RUC durante días utilizando piedras y cócteles molotov. El gobierno británico finalmente retiró la RUC y la reemplazó con el Ejército Británico (operación llamada Bandera), que disolvió las multitudes de católicos atrincherados en el Bogside.
El Domingo Sangriento, del 30 de enero de 1972, en Derry es considerado por algunos como un punto de inflexión en el movimiento por los derechos civiles. Catorce manifestantes católicos desarmados que protestaban contra el internamiento fueron abatidos por soldados del Regimiento de Paracaidistas del ejército británico.
El proceso de paz ha logrado importantes avances en los últimos años. Gracias al diálogo abierto de todas las partes, ha perdurado el estado de alto el fuego de los principales grupos paramilitares. Una economía más fuerte ha mejorado el nivel de vida de Irlanda del Norte. Las cuestiones de derechos civiles han dejado de ser una preocupación para muchos en Irlanda del Norte en los últimos 20 años, ya que se han aplicado leyes y políticas que protegen sus derechos, y formas de acción afirmativa, en todas las oficinas gubernamentales y en muchas empresas privadas. Todavía existen tensiones, pero la gran mayoría de los ciudadanos ya no se ven afectados por la violencia.

## Movimientos por los derechos civiles en Estados Unidos
Los movimientos a favor de los derechos civiles en Estados Unidos incluyen la legislación y los esfuerzos organizados para abolir los actos públicos y privados de discriminación racial contra los afroamericanos y otros grupos desfavorecidos entre 1954 y 1968, especialmente en el sur de Estados Unidos. A veces se denomina la segunda era de la Reconstrucción, en alusión a las cuestiones no resueltas de la Era de la Reconstrucción (1863-77).

### Cuestiones de equidad étnica

#### Integracionismo
Después de 1890, el sistema de Jim Crow, la privación de derechos y la ciudadanía de segunda clase degradaron los derechos de ciudadanía de los afroamericanos, especialmente en el Sur. Fue el nadir de las relaciones raciales estadounidenses.  Hubo tres aspectos principales: La segregación racial -avalada por la decisión del Tribunal Supremo de los Estados Unidos en el caso Plessy contra Ferguson de 1896-, el mandato legal de los gobiernos del sur -supresión de votantes o desfranquización en los estados del sur- y los actos privados de violencia y violencia racial masiva dirigidos contra los afroamericanos, sin que las autoridades gubernamentales lo impidieran o lo fomentaran. Aunque la discriminación racial estaba presente en todo el país, la combinación de leyes, actos públicos y privados de discriminación, oportunidades económicas marginales y violencia dirigida a los afroamericanos en los estados del sur se conoció como Jim Crow.

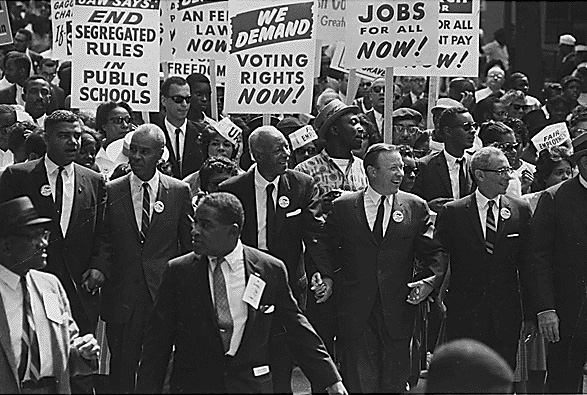
Marcha de 1963 a Washington por Trabajos y Libertad.

Entre las estrategias empleadas antes de 1955 cabe destacar los intentos de litigación y presión de la Asociación Nacional para el Progreso de las Personas de Color (NAACP). Estos esfuerzos fueron un sello distintivo del primer Movimiento por los Derechos Civiles en Estados Unidos, desde 1896 hasta 1954.
Sin embargo, en 1955, los negros se vieron frustrados por los enfoques graduales para aplicar la desegregación por parte de los gobiernos federal y estatal y la "resistencia masiva" de los blancos. Los líderes negros adoptaron una estrategia combinada de acción directa con no violencia, que a veces se tradujo en resistencia no violenta y desobediencia civil. Algunos de los actos de noviolencia y desobediencia civil produjeron situaciones de crisis entre los practicantes y las autoridades gubernamentales. Las autoridades de los gobiernos federal, estatal y local actuaron a menudo con una respuesta inmediata para poner fin a las situaciones de crisis, a veces a favor de los practicantes. Algunas de las diferentes formas de protestas y/o desobediencia civil empleadas incluían boicot, como el practicado con éxito por el boicot de autobuses de Montgomery (1955-1956) en Alabama, que dio al movimiento uno de sus iconos más famosos en Rosa Parks; "las sentadas, como demuestran dos influyentes acontecimientos, la Greensboro (1960) en Carolina del Norte y las Sentadas de Nashville en Nashville, Tennessee; la influyente 1963 Cruzada de los Niños de Birmingham, en la que los niños fueron atacados por las autoridades locales con mangueras y perros de ataque, y marchas más largas, como las exhibidas por las Marchas de Selma a Montgomery (1965) en Alabama, que al principio fueron resistidas y atacadas por las autoridades estatales y locales, y que dieron lugar a la Ley de Derecho al Voto de 1965. La evidencia del cambio de actitudes también se podía ver en todo el país, donde surgieron pequeños negocios que apoyaban el Movimiento por los Derechos Civiles, como el Everybody's Luncheonette de Nueva Jersey.
.

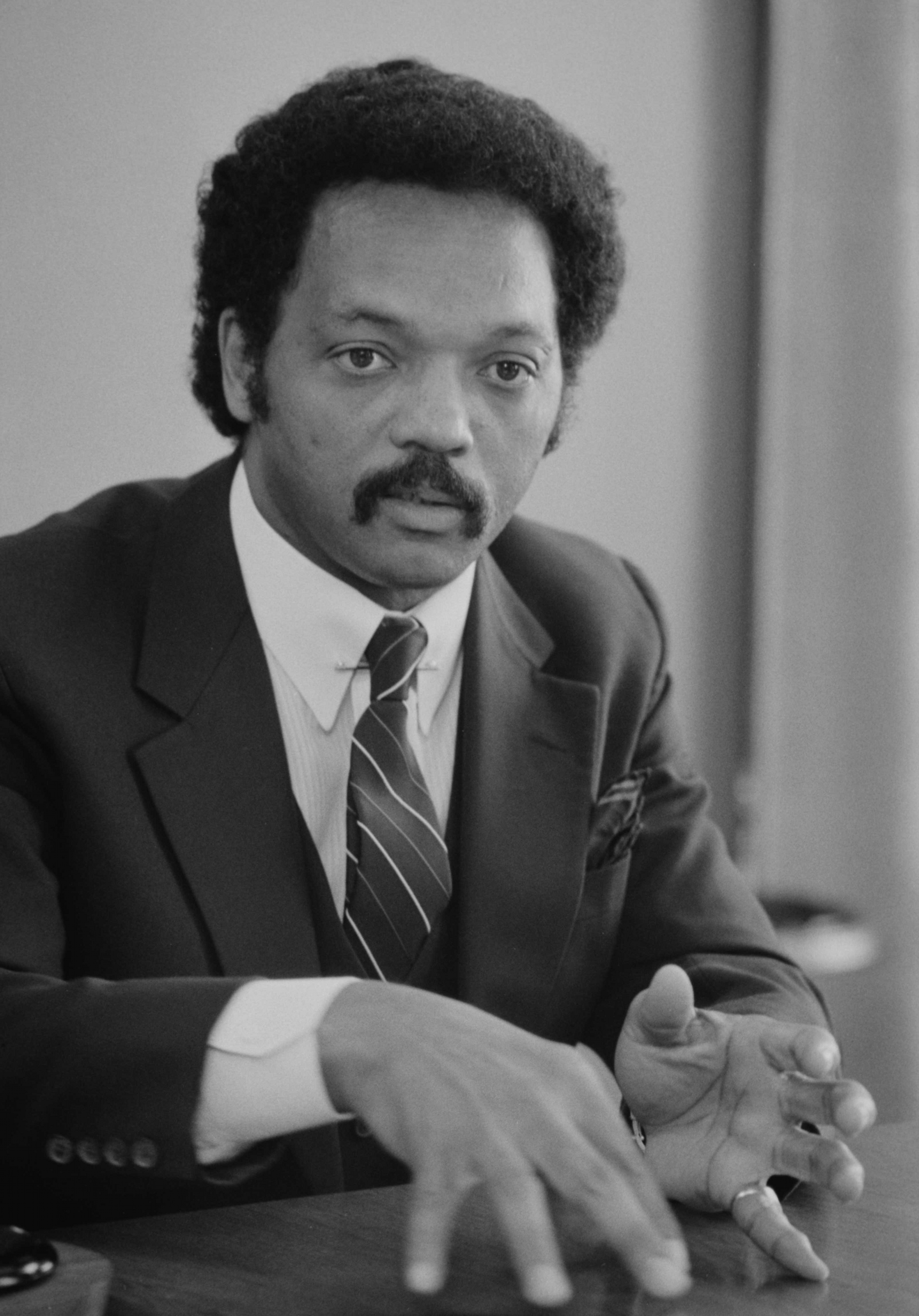
Jesse Jackson luchó por los derechos civiles como el trabajo de su vida

Además de la Cruzada de los Niños y las marchas de Selma a Montgomery, otro acontecimiento ilustre del Movimiento por los Derechos Civiles de la década de 1960 fue la Marcha sobre Washington por el Empleo y la Libertad en agosto de 1963. Se recuerda sobre todo por el discurso "Tengo un sueño" de Martin Luther King Jr. en el que el discurso se convirtió en un texto nacional y eclipsó los problemas que los organizadores tuvieron para sacar adelante la marcha. Había sido un asunto bastante complicado reunir a varios líderes de grupos de derechos civiles, religiosos y laborales. Como el nombre de la marcha indica, hubo que hacer muchos compromisos para unir a los seguidores de tantas causas diferentes. La "Marcha sobre Washington por el empleo y la libertad" puso de relieve los propósitos combinados de la marcha y los objetivos que perseguía cada uno de los líderes. Los organizadores y líderes de la organización de la Marcha sobre Washington de 1963, llamados informalmente los "Seis Grandes", fueron A. Philip Randolph, Roy Wilkins, Martin Luther King Jr., Whitney Young, James Farmer y John Lewis. Aunque provenían de diferentes orígenes e intereses políticos, estos organizadores y líderes estaban decididos a que la marcha fuera pacífica, y contaban con su propio mariscal para garantizar que el evento fuera pacífico y respetuoso con la ley. El éxito de la marcha sigue siendo objeto de debate, pero un aspecto que se ha planteado fue la mala representación de las mujeres. Muchos grupos femeninos de derechos civiles participaron en la organización de la marcha, pero en el momento de la actividad real se negó a las mujeres el derecho a hablar y se las relegó a papeles figurados en el fondo del escenario. Como señalaron algunas participantes, la Marcha puede ser recordada por el discurso "Tengo un sueño", pero para algunas activistas femeninas supuso un nuevo despertar que obligó a las mujeres negras no sólo a luchar por los derechos civiles, sino también a participar en el movimiento feminista.
Entre los logros más destacados del Movimiento por los Derechos Civiles se encuentran la victoria judicial en el caso Brown contra la Junta de Educación que anuló el artículo legal de "separados pero iguales" e hizo que la segregación fuera legalmente inadmisible, y las aprobaciones de la Ley de Derechos Civiles de 1964, . que prohibía la discriminación en las prácticas de empleo y en los alojamientos públicos, la aprobación de la Ley de Derecho al Voto de 1965 que restablecía el derecho al voto, y la aprobación de la Ley de Derechos Civiles de 1968 que prohibía la discriminación en la venta o alquiler de viviendas.

#### Movimiento del Poder Negro
Hacia 1967, el surgimiento del movimiento del Poder Negro (1966-75) comenzó a eclipsar gradualmente los objetivos originales de "poder integrado" del exitoso Movimiento por los Derechos Civiles que habían sido propugnados por Martin Luther King Jr. y otros. Los defensores del Poder Negro defendían la autodeterminación de los negros y afirmaban que la asimilación inherente a la integración despoja a los panafricanos de su herencia y dignidad comunes. Por ejemplo, el teórico y activista Omali Yeshitela sostiene que los africanos han luchado históricamente para proteger sus tierras, culturas y libertades del colonialista europeo, y que cualquier integración en la sociedad que ha robado a otro pueblo y sus riquezas es un acto de traición.
En la actualidad, la mayoría de los defensores del Poder Negro no han cambiado su argumento de autosuficiencia. El racismo sigue existiendo en todo el mundo, y algunos creen que los negros de Estados Unidos, en general, no se asimilaron a la cultura "dominante" del país. Podría decirse que los negros se vieron aún más oprimidos, esta vez en parte por "su propia" gente en una nueva estrato negro de la clase media y la clase dirigente. Los defensores del Black Power suelen argumentar que la razón de este estancamiento y de la mayor opresión de la gran mayoría de los negros de Estados Unidos es que los objetivos del Black Power no han tenido la oportunidad de llevarse a cabo plenamente.
Una de las manifestaciones más públicas del movimiento del Poder Negro tuvo lugar en los Juegos Olímpicos de 1968, cuando dos afroamericanos, Tommie Smith y John Carlos, subieron al podio haciendo el saludo del Poder Negro. Este acto todavía se recuerda hoy como el saludo del Poder Negro de las Olimpiadas de 1968.

#### Movimiento Chicano
El Movimiento Chicano se produjo durante la era de los derechos civiles que buscaba el empoderamiento político y la inclusión social de los mexicano-americanos en torno a un argumento generalmente nacionalista. El movimiento chicano floreció en la década de 1960 y estuvo activo hasta finales de la década de 1970 en varias regiones de EE. UU.. El movimiento tenía raíces en las luchas por los derechos civiles que lo habían precedido, añadiendo a ello la política cultural y generacional de la época.
Los primeros héroes del movimiento - Rodolfo Gonzales en Denver y Reies Tijerina en Nuevo México - adoptaron un relato histórico de los ciento veinticinco años anteriores que había oscurecido gran parte de la historia mexicano-americana. Gonzales y Tijerina abrazaron un nacionalismo que identificaba el fracaso del gobierno de Estados Unidos en cumplir sus promesas en el Tratado de Guadalupe Hidalgo. En ese relato, los mexicano-americanos eran un pueblo conquistado que simplemente necesitaba reclamar su derecho de nacimiento y su herencia cultural como parte de una nueva nación, que más tarde se conocería como Aztlán.
Esa versión del pasado no tenía en cuenta la historia de los mexicanos que habían emigrado a Estados Unidos. También prestó poca atención a los derechos de los inmigrantes indocumentados en Estados Unidos en la década de 1960, lo cual no es sorprendente, ya que la inmigración no tenía la importancia política que adquirió posteriormente. Fue una década más tarde cuando activistas, como Bert Corona en California, abrazaron los derechos de los trabajadores indocumentados y ayudaron a ampliar el movimiento para incluir sus problemas.
Cuando el movimiento se ocupó de los problemas prácticos en la década de 1960, la mayoría de los activistas se centraron en los problemas más inmediatos a los que se enfrentaban los mexicano-americanos: la desigualdad de oportunidades educativas y laborales, la privación de derechos políticos y la brutalidad policial. En los días de euforia de finales de la década de 1960, cuando el movimiento estudiantil estaba activo en todo el mundo, el movimiento chicano llevó a cabo acciones más o menos espontáneas, como los paros masivos de estudiantes de secundaria en Denver y East Los Angeles en 1968 y la Moratoria Chicana en Los Ángeles en 1970.
El movimiento fue especialmente fuerte a nivel universitario, donde los activistas formaron el MEChA, Movimiento Estudiantil Chicano de Aztlán, que promovía programas de estudios chicanos y una agenda etno-nacionalista generalizada.

#### Movimiento Indígena Americano
En una época en la que las sentadas pacíficas eran una táctica de protesta habitual, las tomas del Movimiento Indio Americano (AIM) en sus inicios fueron notablemente violentas. Algunas parecían ser el resultado espontáneo de reuniones de protesta, pero otras incluían la toma armada de instalaciones públicas.
La ocupación de la Isla de Alcatraz de 1969, aunque comúnmente se asocia con el AIM, es anterior a la organización, pero fue un catalizador para su formación.
En 1970, AIM ocupó una propiedad abandonada en la Estación Aérea Naval cerca de Minneapolis. En julio de 1971, colaboró en la toma de la presa de Winter, Lac Courte Oreilles y Wisconsin. Cuando los activistas tomaron la Oficina de Asuntos Indígenas en Washington D. C., en noviembre de 1972, saquearon el edificio y arrestaron a 24 personas. Los activistas ocuparon los tribunales de Custer County, Dakota del Sur en 1973, aunque la policía desbarató la ocupación después de que se produjera un motín.
En 1973, activistas y fuerzas militares se enfrentaron en el incidente de la ocupación de Wounded Knee (no confundir con la masacre de Wounded Knee de 1890). El enfrentamiento duró 71 días, y dos hombres murieron en la violencia.

### Cuestiones de equidad de género
Si el periodo asociado al feminismo de la primera ola se centró en derechos absolutos como el sufragio femenino (que llevó a las mujeres a conseguir el derecho al voto a principios del siglo XX), el periodo del feminismo de la segunda ola se preocupó por cuestiones como el cambio de actitudes sociales y la igualdad económica, reproductiva y educativa (incluyendo la capacidad de tener carreras además de la maternidad, o el derecho a elegir no tener hijos) entre los géneros y abordó los derechos de las minorías femeninas. El nuevo movimiento feminista, que abarcó desde 1963 hasta 1982, exploró la igualdad económica, el poder político a todos los niveles, la igualdad profesional, las libertades reproductivas, los problemas con la familia, la igualdad educativa, la sexualidad y muchos otros temas.